# Paolo Morrone
Pour les articles homonymes, voir Morrone.
Paolo Morrone (né le 3 juillet 1854 à Torre Annunziata et mort le 3 janvier 1937 à Rome) est un général italien qui fut ministre de la guerre durant la Première Guerre mondiale.

## Biographie
Il est né à Torre Annunziata, de Luigi et Maria Cirillo,. Il a commencé ses études dans sa ville natale, puis à Naples. Il a épousé Anna Sironi avec qui il a eu deux fils, Giuseppe Antonio et Achille. Il a vécu à Rome jusqu'à sa mort en 1937.

### Carrière militaire
Il s'engage dans l'armée royale italienne le 10 octobre 1871 et suit les cours de l'école d'infanterie et de cavalerie de Modène. Nommé sous-lieutenant (sottotenente) trois ans plus tard, il est affecté au 26e régiment d'infanterie. Il fréquente ensuite l'École de guerre en 1884, se classant premier dans les armes d'infanterie et de cavalerie.
Le 26 septembre 1886, il est nommé capitaine (capitano) d'état-major général et chef d'état-major de la division militaire d'Ancône.
De 1890 à 1891, il participe à la campagne d'Afrique qui précède la guerre d'Abyssinie.
En quelques années, il accède aux grades supérieurs : il est promu lieutenant-colonel (Tenente Colonnello) le 8 juillet 1897, colonel (Colonnello) le 21 mars 1901 et commandant (comandante) du 37e régiment d'infanterie, général de division (Maggiore General) le 23 janvier 1908 et nommé commandant de la brigade de Sicile et général de corps d'armée (Tenente Generale) le 31 décembre 1911.
Deux mois avant le début de la Grande Guerre, il est chargé de former le XIVe corps d'armée, à la tête duquel, au début des hostilités, il se positionne sur l'Isonzo devant le Monte San Michele. Il parvient à se maintenir en poste grâce à ses qualités d'organisateur et de chef tactique, menant la victoire sur l'ennemi à la tête d'une poignée de troupes, venues pour la plupart du sud et de Naples. Cette action est récompensée par le roi Victor Emmanuel III qui lui décerne la distinction de commandeur de l'ordre militaire de Savoie et par le président de la République française qui remet au général Louis Hubert Gonzalve Lyautey la citation de la commandeur de la Légion d'honneur.
Au cours de la Première Guerre mondiale, il commande d'abord la IVe armée, puis la IXe armée italienne.
Il est promu général de corps d'armée le 22 juillet 1923.

### Carrière politique
Il a été ministre de la Guerre du 4 avril 1916 au 18 juin 1916 sous le gouvernement Salandra II, et du 18 juin 1916 au 16 juin 1917 sous le gouvernement Boselli. Parallèlement, il est nommé sénateur du royaume d'Italie le 15 mai 1916 et prête serment le 16 juin.
Le 19 janvier 1930, le maire de Torre Annunziata, Pelagio Rossi, lors de l'inauguration du monument aux morts, a remis au général Paolo Morrone une médaille d'or en hommage à son illustre concitoyen.

### Promotions militaires
- Sous-lieutenant (royaume de Sardaigne) (sottotenente) : 23 août 1874
- Lieutenant (tenente) : 16 janvier 1879
- Capitaine (capitano) : 22 octobre 1884
- Major (maggiore) : 8 décembre 1892
- Lieutenant Colonel (tenente colonnello) : 8 juillet 1897
- Colonel (colonnello) : 21 mars 1901
- Général de division (maggiore generale) : 23 janvier 1908
- Lieutenant-général (tenente generale) : 31 décembre 1911
- Général de corps d'armée (Generale d'armata) : 22 juillet 1923

### Fonctions et titres
- Président de la Cour suprême de la guerre et de la marine (21 octobre 1917-7 mars 1918)
- Membre titulaire du Conseil de l'ordre militaire de Savoie (4 juillet 1918-9 janvier 1930)
- Membre du Conseil pour les ordres des Saints-Maurice-et-Lazare et la couronne d'Italie (6 février 1933)

### Commissions sénatoriales
- Membre de la Commission d'examen des projets de loi émanant de la Chambre des députés pendant l'intersession du Sénat (20 novembre 1928) Membre de la Commission des finances (2 mai 1929-16 décembre 1930. Démission)
- Membre de la Commission d'examen du projet de loi "Suppression de l'âge requis pour le mariage des officiers de l'armée royale" (5 juin 1929)
- Membre ordinaire de la commission d'instruction de la Haute Cour de Justice (25 juin-17 décembre 1929. Démission)
- Président de la Commission d'instruction de la Haute Cour de Justice (27 décembre 1929-19 janvier 1934) (1er mai 1934-4 janvier 1937)

## Décorations

### Décorations italiennes
- Chevalier de l'ordre de la Couronne d'Italie - 21 décembre 1890
- Officier de l'ordre de la Couronne d'Italie - 29 décembre 1904
- Commandeur de l'ordre de la Couronne d'Italie - 2 novembre 1906
- Grand officier de l'ordre de la Couronne d'Italie - 30 mai 1912
- Chevalier de grand cordon de l'ordre de la Couronne d'Italie - 29 décembre 1916
- Chevalier de l'ordre des Saints-Maurice-et-Lazare - 31 mai 1901
- Officier de l'ordre des Saints-Maurice-et-Lazare - 30 mai 1907
- Commandeur de l'ordre des Saints-Maurice-et-Lazare - 14 janvier 1915
- Grand officier de l'ordre des Saints-Maurice-et-Lazare - 28 juin 1916
- Chevalier de grand cordon de l'ordre des Saints-Maurice-et-Lazare - 15 juin 1917

- Commandeur de l'ordre militaire de Savoie - 28 décembre 1916[5]

- Morrone Paolo, lieutenant général, de Torre Annunziata. Combinant de fortes attaques et une avance méthodique et tenace, il a mené ses troupes avec une grande habileté et une vigoureuse énergie à la conquête des pentes de San Michele et San Martino, s'assurant fermement la possession qui lui avait coûté tant de batailles obstinées et sanglantes. (Plateau du Karst, août-novembre 1915).
- Grand officier de l'ordre militaire de Savoie - 24 mai 1919[5]

### Décorations étrangères
- Commandeur de l'ordre national de la Légion d'honneur (France)
- Membre de la classe III de l'ordre de Michel le Brave (Roumanie) - 29 septembre 1922

### Décorations
- Médaille d'argent de la valeur militaire
- Croix de guerre de la valeur militaire
- Médaille du Mérite mauricienne de 10 années de carrière militaire
- Croix d'or pour ancienneté de service (40 ans)

### Médailles
- Médaille commémorative des campagnes d'Afrique
- Médaille commémorative de la guerre italo-autrichienne 1915 - 1918 (campagne de 4 ans)
- Médaille commémorative de l'unification de l'Italie
- Médaille interalliée de la victoire italienne

## Sources
- (it) Cet article est partiellement ou en totalité issu de l’article de Wikipédia en italien intitulé « Paolo Morrone » (voir la liste des auteurs).